# T.S.S. Christino Cruz

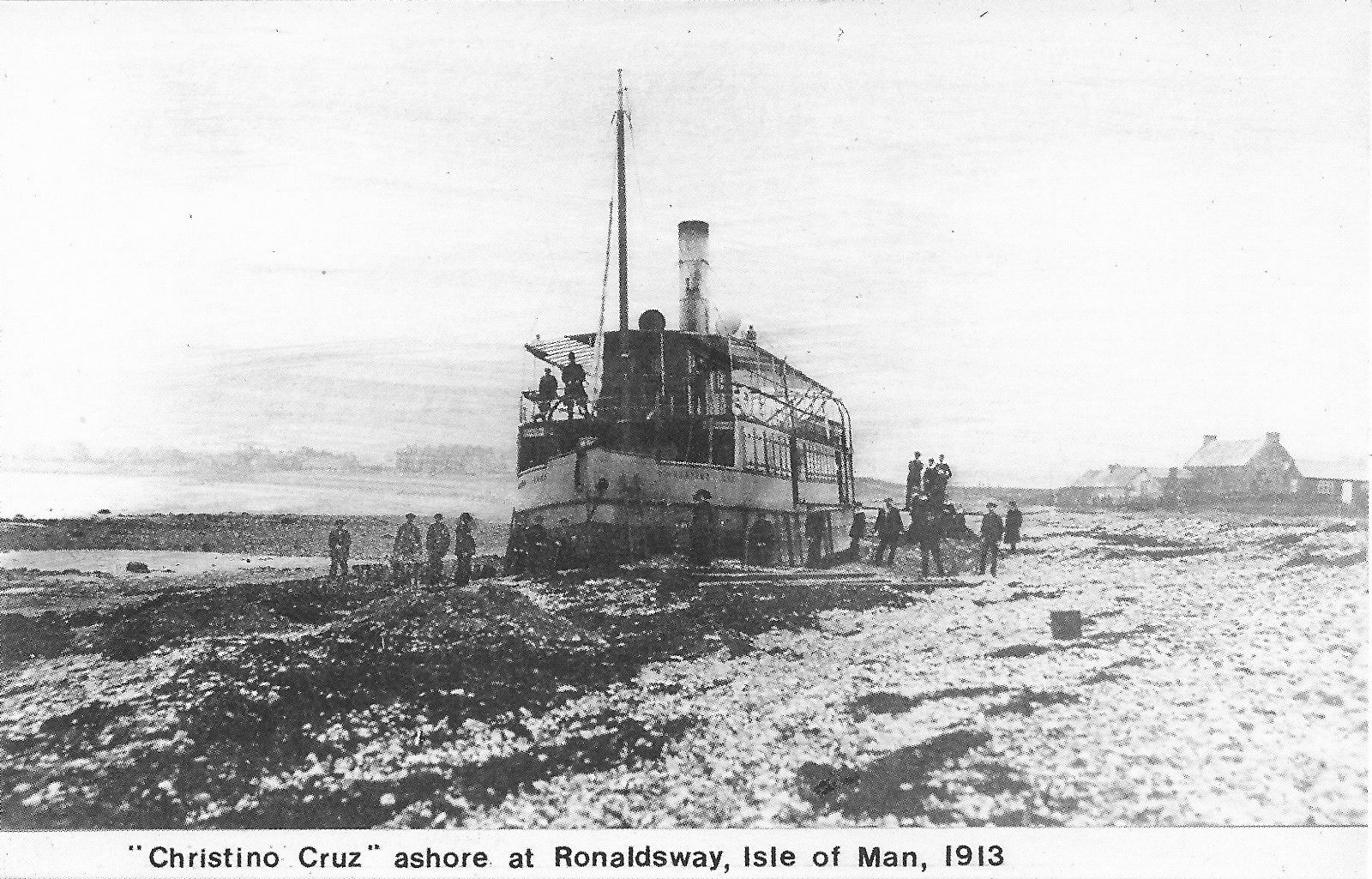
Em 13 de fevereiro de 1913, o T.S.S. Christino Cruz, antes de seu translado, de Preston (próximo a Liverpool) para Tutóia (no delta do Rio Parnaíba), na América do Sul, encalhou à praia, em Ronaldsway, entre a colina Hango (Hango Hill) e Derbyhaven, Castletown, na Ilha de Man, uma Dependência da Coroa Britânica. O navio de 178 toneladas, projetado para operação fluvial, voltou finalmente a flutuar no dia 21 de fevereiro.

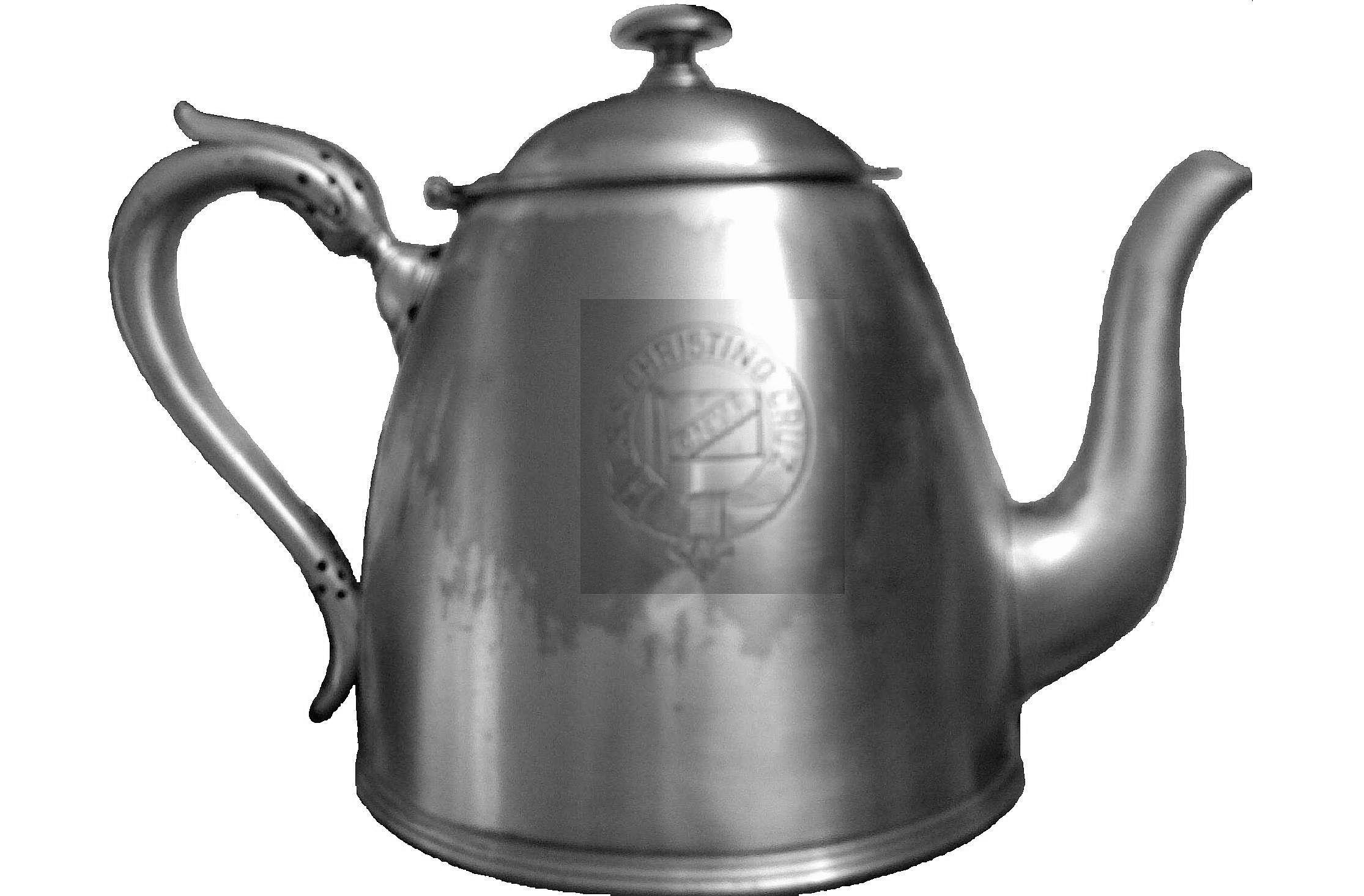
Bule da prataria utilizada no serviço de bordo do T.S.S. Christino Cruz. Acervo da família de José Mentor Guilherme de Mello.

O T.S.S. Christino Cruz, navio a turbina a vapor, foi integrado à Companhia de Navegação a Vapor do Parnaíba (CNVP) na década de 1910, no período em que a companhia tinha como proprietário o empresário exportador José Mentor Guilherme de Mello, tendo sido o único da frota, até então, a cruzar o Oceano Atlântico, navegando de Preston (próximo a Liverpool) , na Inglaterra, onde foi fabricado, para Tutóia (no delta do Rio Parnaíba) , no Brasil.
O T.S.S. Christino Cruz foi batizado com esse nome em homenagem ao agrônomo e deputado federal maranhense Christino Cruz, que também foi presidente honorário da Sociedade Nacional de Agricultura.
Um fato curioso ocorreu com o navio, em 6 de fevereiro de 1913, logo no início de sua primeira tentativa de atravessar o Oceano Atlântico, com destino a Tutóia. Segundo o detalhado relatório de acidente (BOT Wreck Report for 'Christino Cruz', 1913 - No. 7601), de 12 de junho de 1913, produzido pelo Board of Trade (Junta Comercial)  e registros do Manx National Heritage , o navio enfrentou um vento muito forte e um mar encapelado demais que o impediram de prosseguir, fazendo-o retornar. O vapor estava à altura do farol de Chicken Rock, ao sudoeste da Ilha de Man, quando começou a derivar para trás. Ao meio-dia, ele foi avistado passando rente à Stack Rock, ao largo da localidade denominada de Scarlett. E, deslocando-se para trás, atravessou a baía de Castletown. O barco salva-vidas da cidade foi lançado ao mar, mas o nível da água estava raso demais onde ele já se encontrava, próximo à costa, um pouco além da colina Hango (Hango Hill) . O vapor encalhou e a tripulação foi retirada pela brigada de foguetes (rocket brigade) de Castletown. As tentativas realizadas para fazê-lo desencalhar não foram bem sucedidas, até que, em 21 de fevereiro, foram usados rolos de madeira lubrificados para fazê-lo baixar da praia de volta ao mar. Então, ele foi conduzido ao porto de Castletown, para realizar pequenos reparos, antes de ser levado de volta ao Reino Unido, em 22 de fevereiro, por dois rebocadores. O evento chamou a atenção dos moradores de Castletown, especialmente dos alunos do King William's College (Colégio do Rei William), localizado próximo à praia onde o navio encalhou, que vieram vê-lo de perto . E eles parecem ter ficado em dúvida se, depois de tal dificuldade, o navio Christino Cruz teria ainda conseguido atravessar o Oceano Atlântico, até o seu destino, na América do Sul, usando os seus próprios meios, segundo consta em uma publicação do Manx National Heritage, de agosto de 1999. 